# Bengt Sjöstedt
Bengt Olof Albert Sjöstedt  (né le 2 novembre 1906 à Tenala et mort le 16 juillet 1981 à Porvoo) est un athlète finlandais, spécialiste du 110 m haies. 

## Biographie
Le 5 septembre 1931, à Helsinki, Bengt Sjöstedt égale le record du monde du 110 mètres haies de 14 s 4 détenu par le Suédois Eric Wennström. Ce record est égalé à cinq reprises par la suite par Percy Beard, Jack Keller, George Saling et John Morriss.